# Завод за физику техничких факултета Универзитета у Београду
Завод за физику техничких факултета  Универзитета у Београду је међуфакултетска установа од посебног друштвеног значаја, чији су оснивачи   Машински, Технолошко-металуршки, Грађевински и Електротехнички факултет.  
Основна делатност Завода за физику је одржавање лабораторијских вежби из физике за студенте наведених техничких факултета .
Завод за физику за собом има 89 година радног искуства и утицаја на развој експерименталне наставе општег курса физике на овим просторима. 
Може се проценити да је, од свог оснивања до данас, лабораторије Завода користило преко 160 хиљада студената техничких факултета Универзитета у Београду.

## Историјат
Корене вуче још из 1897. године, када је формиран Завод за електротехнику и примењену физику на Техничком факултету у Београду .
1935. година – 17. Априла Уредбом о техничким факултетима Универзитета у Београду, Загребу и Љубљани установљен је Завод за физику Техничког факултета у циљу обједињења експерименталне наставе из физике. Студенти Техничког факултета у Београду слушали су физику до пред Други светски рат на тадашњем Филозофском факултету. Настава физике тада није садржала лабораторијске вежбе.
Пред Други светски рат предузета је иницијатива да се настава физике организује на тадашњем Техничком факултету. У исто време кренуло се са изградњом нове зграде за машинске лабораторије Машинско-електротехничког одсека Техничког факултета, па је у план ове зграде додат и један спрат за потребе физике. Зграда на углу данашњих улица Краљице Марије и Рузвелтове је завршена непосредно пред рат. На првом спрату ове зграде који је био намењен физици почело је формирање лабораторија за физику и тапросторна целина је названа Завод за физику.
На самом почетку формирања Завода избио је Други светски рат. Након окупације зграда је била резервисана за немачку болницу. Нешто од апарата и инструмената којима је до тада опремљен Завод, до краја рата је пропало.
1945. година – Средином маја Завод је наставио рад у саставу Машинског факултета.
После ослобођења отпочело је изнова формирање лабораторија у саставу Техничког факултета. Од инструмената није остало готово ништа, а од просторија намењених Заводу остао је на располагању само један део који је до тада био коришћен. У послератном периоду се није могла набавити ни опрема ни инструменти за рад, како због послератне оскудице, тако и због мањка средстава намењених научном раду. Број студената је био увећан због прекида током рата, а број наставника значајно умањен. Иако је ова ситуација била оптерећујућа за рад како наставног тако и ненаставног особља, Завод за физику је сопственим снагама опремио лабораторије за експерименталне вежбе.
Према околностима које су  тада владале, једини пут успешног формирања заводских вежбаоница за велики број студената био је организовање сопствене радионице и ангажовање наставног особља за пројектовање и извођење радова. На тај начин су се поступно формирале вежбаонице и увођене лабораторијске вежбе за све већи број студената. Паралелно са тим је у скромним размерама отпочело и формирање лабораторија за научни рад и стручно усавршавање наставног особља Завода.
1948. година – Завод за физику прелази под надлежност Ректората Техничке велике школе која је основана као самостална установа. У саставу Техничке велике школе били су следећи факултети: Архитектонски, Грађевински, Електротехнички, Рударски и Технолошки. Вежбе из физике за ове факултете су обједињене у Заводу за физику.
Завод се даље развијао као интерфакултетска установа, а наставно и техничко особље Завода било је раздељено на поједине техничке факултете. У том духу се приступило поступном дефинисању делатности Завода.
Основни задаци тадашњег Завода су: концентрација експерименталне наставе физике свих техничких факултета у Београду; постизање оптималних и економичних услова за обезбеђивање и усавршавање наставе физике; праћење развоја савремене физике; обезбеђивање услова за стручно и научно усавршавање особља; обезбеђивање сарадње са осталим техничким школама и институцијама.
1956. година – Долази до расформирања Техничке велике школе, а Завод је припојен Машинском факултету.
1959. година – Због тадашњег статуса Завода јављале су се знатне потешкоће, па је 1959. године Завод прешао под надлежност Београдског Универзитета.
Одлуком Савета Београдског Универзитета, Завод постаје међуфакултетска установа са непромењеним задацима. Организација и задаци Завода су детаљно одређени Правилником Завода. 
Званични назив Завода од тада је: Завод за физику техничких факултета Универзитета у Београду.
1966. година – Да би се статус Завода усагласио са тада важећим законима, као и да би се то извршило на начин који највише одговара заинтересованим факултетима, ректор Универзитета је 11.01.1966. године сазвао састанак декана заинтересованих факултета, и то: Грађевинског, Електротехничког, Машинског, Рударско-геолошког, Саобраћајног и Технолошко-металуршког факултета. На овом скупу је одлучено да се Заводу додели статус самосталне међуфакултетске установе. Реоснивање Завода у духу ове одлуке поверено је Електротехничком факултету
Завод је започео свој рад на основу одлуке Савета Електротехничког од 23.09.1966. године, преузевши сва средства, права и обавезе истоименог Завода који је основала Универзитетска управа 1959. године. 
У складу са изменама и допунама Закона о установама, Завод је постао установа од посебног друштвеног значаја 31. децембра 1966. године.
Завод је поступно проширивао своје просторије подесним разменама и зидањем сопствених просторија. Завод у то време располаже са 4 вежбаонице за студенте, 2 научне лабораторије, лабораторијом за развој практикума, библиотеком, радионицом и разним помоћним просторијама. Вежбаоница је била опремљена са око 400 апаратура за вежбе студената. Оформљено је 25 различитих вежби из свих области физике, а за сваку вежбу израђено је 14-16 апаратура. Укупан број студената који је у једној години пролазио обуку курса физике је варирао између 2000 и 3000.
Израда скоро свих апаратура и њихово одржавање вршило се у сопственој радионици и развојној лабораторији. Завод је обезбеђивао апаратуре и за научни рад наставног особља Завода, помагао у изради дипломских радова студената, магистарских и докторских теза. Научни и стручни радови чланова Завода најпре се објављују у “Публикацијама Електротехничког факултета”, а од 1968. године Завод издаје сопствене публикације. Наведене публикације до 1974. године излазе под називом “Радови Завода за физику”, а од 1974. године им је дат шири републички значајте публикације мењају назив у “Техничка физика” и размењују се са око 250 установа у свету.
1970. година – Завод је у заједници са Електротехничким факултетом основао Лабораторију за спектроскопију, која је служила за испитивање плазме лука. Исте године члан Завода др Милан Тодоровић добија Октобарску награду за физику.
1976. година – Завод је формирао Лабораторију за физику јонизованог гаса.
1999. година – У Складу са Законом о Универзитету, Завод се конституише као заједничка установа Факултета оснивача дана 22.03.1999. године, односно доношењем Статута 17.12.1999. године. 
Oснивачи Завода су: Електротехнички факултет, Грађевински факултет, Машински факултет и Технолошко-металуршки факултет Универзитета у Београду.У важећем Статуту из 2018. године Завод се дефинише као међуфакултетска установа која послује као заједничка установа Технолошко-металуршког факултета, Грађевинског факултета, Машинског факултета и Електротехничког факултета Универзитета у Београду, као факултета оснивача Завода.

## Лабораторије

### Студентске лабораторије
Данас,  Завод за физику  располаже са три студентске лабораторије, опремљене са довољним бројем апаратура,  да може у пуном обиму да подржи све потребе студената.
Лабораторијске поставке су осмишљене тако да кроз физичке феномене омогуће студентима да савладају основе мерних техника, као и обраде и анализе експерименталних резултата.
Вежбе обухватају класичну механику, механику флуида, топлоту и термометрију, оптику, једносмерне и наизменичне струје и основе нуклеарне физике.
Студентима су на располагању апаратуре за индивидуално експериментално  извођење 25 различитих вежби, од којих је највећи број осмишљен, произведен и усавршен у развојној лабораторији и радионицама  Завода за физику  у сарадњи са наставним особљем факултета оснивача.
Усавршавање и модификације вежби имале су за циљ  да побољшају мерне карактеристике апаратура уз очување робусности која је неопходна за свакодневно експлоатисање опреме.

### Развојна лабораторија
Данас,  Завод за физику располаже и са развојном лабораторијом, Лаб. 24. Она располаже значајним бројем електронских  платформи Аrduino и Raspbarry Pi и широким дијапазоном различитих сензора компатибилним са овим платформама. 
Oсновни циљ Лаб. 24 је да у сарадњи са студентима и наставним особљем факултета оснивача Завода ради на креирању нових и унапређењу постојећих експерименталних поставки које се користе на часовима лабораторијске наставе из физике за студенте факултета оснивача. 
Поред основног циља, Лаб. 24 ради и на осмишљавању и реализацији демонстративних лабораторијских поставки и експоната који се могу користити у настави физике. 
Још један од циљева  Лаб. 24, али не мање важан је и  да направи заједницу где студенти размењују знање, развијају вештине и имају могућност за реализацију сопствених идеја и пројеката.
Сарадњом са високообразовним институцијама и привредом ЗаФи настоји да обезбеди модерну опрему за научноистраживачки рад студената.

## Moodleкурс
Курс лабораторијских вежби из физике на Moodle платформи намењен је студентима прве године техничких факултета Универзитета у Београду као помоћно наставно средство у савладавању градива из мерења у физици, у оквиру курса физике.
У оквиру курса приказане су лабораторијске вежбе које се изводе у лабораторијама Завода за физику а део су наставних програма на Технолошко-металуршком, Грађевинском, Машинском и Електротехничком факултету у Београду.
За сваку лабораторијску вежбу у оквиру курса постоји посебна лекција која садржи корак-по-корак упутство за извођење лабораторијске вежбе и видео снимак поступка. Поред тога, за сваку вежбу доступан је и тест за самоевалуацију студената. Ови тестови ни на који начин не утичу на формирање оцена, већ искључиво као механизам који студенту омогућава да самостално провери своје знање. Питања су различитог типа, од неких сасвим једноставних, до неких која захтевају мало озбиљније разумевање градива и могу бити везана за поступак извођења вежбе или физичке основе које су у позадини експеримента.
За приступ курсу потребна је регистрација на Moodle платформи Универзитета у Београду.

## Библиотека и изадаваштво
Поред лабораторија Завод за физику поседује библиотеку са око 15,000 књига, око 250 наслова научних часописа на српском, енглеском, руском и другим страним језицима, са око 3000 годишта, као и са одређеним бројем дипломских, магистарских и докторских радова сарадника Завода. 
Библиотека Завода је специјализована, стручна библиотека затвореног типа, намењена научним радницима и сарадницима свих техничких факултета.
Од 1961. године Завод за физику се бави и издавачком делатношћу. 
Од тада па до данас издавао је научно истраживачки часопис из области физике под називом „Радови Завода за физику“, као и девет књига, два уџбеника, две стручне монографије и једну научну монографију, све из физике и њој сродних научно техничких дисциплина.

## ЗаФи-јево клатно
Под називом „Клати се клатно“, изведен је пројекат  поставке Фукоовог клатна у аули Старе зграде Машинског факултета, (у оквиру које је на првом спрату смештен и Завод) као репродукција Фукоовог експеримента, који  демонстрира Земљину ротацију. Идеја о клатну потекла је од некадашњег директора Завода за физику, професора Електротехничког факултета Драгана Станковића. “Свако ко физику воли зна да је Фукоово клатно најславнији, најразумљивији, најзанимљивији и најчешће заступљени експеримент код свих институција и факултета посвећених техници и физици. Постоји у главној аули зграде Уједињених нација у Њујорку и у више од стотину америчких универзитета који држе до свог угледа,” писао је проф. Станковић. “Иако је ова замисао стара више година, тек када смо видели конкурс Центра за промоцију науке, отворио се простор и јавио нам се ентузијазам да то и остваримо“, каже директорка Завода, др Јасна Црњански и додаје: „Сама идеја да направимо Фукоово клатно поклопила се са жељом да Завод буде сагледан у  другачијем светлу. Он се налази на лепом месту, има занимљиву историју, као и одличну конекцију са четири техничка факултета. Настојали смо да поставку прилагодимо различитим узрастима и омогућимо деци не само да виде доказ Земљине ротације, већ и да чују занимљиву причу о различитим физичким феноменима, као што је, на пример, магнетизам, а који имају везе са поставком.“ 
„Фукоов експеримент делује прилично једноставно – заклати се клатно, и оно настави да се клати. Међутим, ако током дужег временског интервала посматрате шта се дешава, крајњи положаји у којима се кугла налази не остају на фиксним позицијама, него се померају, гледано одозго, у смеру казаљке на сату. Објашњење овог феномена крије се у чињеници да заправо не ротира клатно, него се помера под испод клатна. А под се помера зато што се Земља окреће и ми онда имамо утисак да се амплитудске позиције клатна премештају, а заправо је случај да се ми заједно са Земљом окрећемо око клатна које се клати“, објашњава проф. др Јасна Црњански, директорка Завода за физику и чланица пројектног тима.
„Ма колико неки физички феномен био важан из угла физике, ако га не учините пријемчивим и доступним људима, сама физичка занимљивост неће бити довољна да би експеримент привукао пажњу. Ова поставка, замишљена као нешто што илуструје физички ефекат, визуелно је допадљива, едукативна и самим тим нешто што никога не оставља равнодушним“, закључила је др Црњански испред тима који нам је омогућио да и у Београду посведочимо о томе како функционише чувено Фукоово клатно. 
Огледна поставка с клатном данас се може наћи на многим местима широм света. „Сви лепи унутрашњи простори који су у некој вези са техником, или образовањем места су на којима је атрактивно поставити клатно“, истиче др Црњански. Она додаје да у Србији постоје две овакве поставке, од којих се једна налази на Природно-математичком факултету у Крагујевцу, а друга на Државном универзитету у Новом Пазару. Међутим, за разлику од ове две, поставка у Заводу за физику користи електромагнетски систем за одржавање осцилација током дужег временског интервала, што ефекат самог експеримента чини далеко видљивијим. „Занимљиво је и то да, осим у Србији, у региону не постоји Фукоово клатно, а најближе поставке за које знамо су оне у Будимпешти и Бечу.“
Студенти техничких факултета, који у Заводу  за физику похађају вежбе ту најчешће проводе око 90 минута. Они ће свакодневно имати прилику да при уласку у зграду сагледају тренутни положај клатна, а потом, када заврше са вежбама, уоче разлику и јасно виде да је клатно прецесирало. 